# TESCREAL
TESCREAL est l'acronyme de « transhumanisme, extropianisme, singularitarisme, cosmisme, rationalisme, altruisme efficace et long-termisme ». Il est proposé par la chercheuse en informatique Timnit Gebru et le philosophe Émile P. Torres, qui soutiennent que ces idéologies devraient être traitées comme « interconnectées et se recoupant », ayant des origines communes. Gebru et Torres affirment que ce mouvement permet à ses partisans d'utiliser la menace de l'extinction de l'humanité pour justifier des projets socialement coûteux ou préjudiciables. Ils considèrent ces idéologies comme omniprésentes dans les cercles sociaux et universitaires de la Silicon Valley centrés sur l'intelligence artificielle. L'acronyme est de fait utilisé pour critiquer un système de croyance perçu comme associé aux Big Tech,,,.

## Origine
Gebru et Torres ont inventé l'acronyme « TESCREAL » en 2023, l'utilisant pour la première fois dans un brouillon d'article intitulé « Le groupe TESCREAL : l'eugénisme et la promesse de l'utopie grâce à l'intelligence artificielle générale »,. L'article a ensuite été publié dans First Monday en avril 2024, bien que Torres et Gebru aient popularisé le terme ailleurs avant la publication du journal. Selon Gebru et Torres, le transhumanisme, l'extropianisme, le singularitarisme, le cosmisme (moderne), le rationalisme, l'altruisme efficace et le long-termisme sont un « groupe » d'« idéologies interconnectées et partageant des points communs » qui ont émergé de l'eugénisme du XXe siècle, avec des ancêtres communs. Ils utilisent le terme « TESCREAList » pour désigner les personnes qui souscrivent ou semblent approuver la plupart ou la totalité des idéologies capturées dans l'acronyme,.

## Analyse
Selon les critiques de ces philosophies, TESCREAL décrit des mouvements ayant des points communs soutenus par des personnalités éminentes de l'industrie technologique pour fournir un soutien intellectuel permettant de poursuivre et de prioriser des projets tels que l'intelligence artificielle générale (AGI), la prolongation de la vie et la colonisation spatiale,,. L'auteur de science-fiction Charles Stross, utilisant l'exemple de la colonisation spatiale, a soutenu que les idéologies permettent aux milliardaires de poursuivre des projets personnels massifs motivés par une interprétation de droite de la science-fiction, arguant que ne pas poursuivre de tels projets présente un risque existentiel pour la société. Gebru et Torres écrivent qu'en utilisant la menace d'extinction, les TESCREAListes peuvent justifier « des tentatives de construction de systèmes non clairement définis qui sont intrinsèquement dangereux ». Le spécialiste des médias Ethan Zuckerman soutient que des projets ayant des effets négatifs plus immédiats, tels que l'iniquité raciale, les préjugés algorithmiques et la dégradation de l'environnement seraient plus justifiés que les objectifs long-termistes du mouvement TESCREAL. Danyl McLauchlan, écrivain politique s'exprimant à Radio New Zealand, déclare que bon nombre de ces philosophies ont peut-être commencé avec de bonnes intentions, mais ont peut-être été poussées « jusqu'au ridicule ».
Le philosophe Yogi Hale Hendlin a soutenu qu'en ignorant les causes humaines des problèmes sociétaux et en élaborant des solutions excessivement technologiques, les TESCREAListes ignorent le contexte à partir duquel de nombreux problèmes surgissent. Camille Sojit Pejcha a écrit dans Document Journal que TESCREAL est un outil permettant de concentrer le pouvoir des élites technologiques. Dave Troy a décrit TESCREAL dans The Washington Spectator comme un mouvement de type « la fin justifie les moyens » qui est antithétique à « une gouvernance démocratique, inclusive, patiente et juste » . Gil Duran a écrit que « TESCREAL », « technocratie autoritaire » et « techno-optimisme » étaient des expressions utilisées début 2024 pour décrire une nouvelle idéologie émergente dans l'industrie technologique.
Gebru, Torres et d'autres ont comparé TESCREAL à une religion laïque en raison de ses parallèles avec la théologie chrétienne et l'eschatologie,, ,. Les auteurs de Current Affairs (en) ont comparé ces philosophies et le techno-optimisme qui en a résulté à « toute autre foi monomaniaque… dans laquelle les sceptiques sont considérés comme des ennemis et les croyances sont acceptées sans preuves ». Ils soutiennent que poursuivre TESCREAL empêcherait un avenir partagé véritablement équitable.
Ozy Brennan, écrivant dans un magazine affilié au Center for Effective Altruism, a critiqué l'approche de Gebru et Torres consistant à regrouper différentes philosophies comme s'il s'agissait d'un mouvement « monolithique ». Brennan soutient que Torres a mal compris ces différentes philosophies et a sorti les expériences de pensée philosophique de leur contexte. James Pethokoukis, de l'American Enterprise Institute, n'est pas d'accord avec les critiques des partisans de TESCREAL. Il a fait valoir que les milliardaires de la technologie critiqués dans un article du Scientific American pour avoir prétendument épousé TESCREAL avaient réalisé des réalisations significatives grâce à leur richesse pour faire progresser la société. Danyl McLauchlan a noté que les critiques du groupe TESCREAL se sont opposés au regroupement de ce qu'ils considèrent comme des idéologies disparates et parfois contradictoires, mais estime que TESCREAL est un bon moyen de décrire et de consolider bon nombre des « grandes idéologies bizarres de la Silicon Valley ».
Selon Torres, « si des technologies avancées continuent d'être développées au rythme actuel, une catastrophe à l'échelle mondiale est presque certainement une question de quand plutôt que de si. » Torres considère que « peut-être la seule façon de vraiment atteindre un état de 'sécurité existentielle' est de ralentir ou d'arrêter complètement les avancées technologiques », et a critiqué la vision long-termiste selon laquelle la technologie, bien que dangereuse, est essentielle pour que la civilisation humaine atteigne son plein potentiel,. Ozy Brennan soutient que la proposition de Torres de ralentir ou d'arrêter le développement technologique représente une position plus extrême et moins réaliste que celles soutenues parmi TESCREAL. Il ajoute que cela empêcherait de nombreuses améliorations en termes de qualité de vie, de soins de santé et de réduction de la pauvreté.

### Intelligence générale artificielle (AGI)
Une grande partie du discours autour d’un risque existentiel lié à l’AGI se déroule parmi les partisans des idéologies TESCREAL,,. Les TESCREAListes sont soit considérés comme des « accélérateurs de l'IA », dans le sens où ils considèrent l'IA comme le seul moyen de poursuivre un avenir utopique où les problèmes sont résolus, soit comme des « condamnateurs de l'IA », dans le sens où ils considèrent que l'IA est susceptible d'être non alignée sur la survie humaine et susceptible de causer l'extinction de l'humanité,. Malgré le risque, de nombreux « condamnateurs de l’IA » affirment que ce n’est qu’en développant d’abord l’AGI que le risque existentiel pourra être évité.
Gebru a comparé le conflit entre les « accélérateurs de l'IA » et les « doomers de l'IA » à une « religion laïque vendant l'utopie et l'apocalypse permises par l'AGI ». Torres et Gebru soutiennent que les deux groupes utilisent des apocalypses hypothétiques et des futurs utopiques basés sur l’IA pour justifier une recherche, un développement et une déréglementation illimités de la technologie. En considérant uniquement les conséquences futures de grande envergure, en créant un battage médiatique autour d'une technologie non éprouvée et en semant la peur, Torres et Gebru affirment que les TESCREAListes détournent l'attention des impacts des technologies qui peuvent avoir un impact négatif sur la société, nuire de manière disproportionnée aux minorités par le biais de biais algorithmiques et avoir un impact néfaste sur la société. l'environnement,.

### Biais envers les minorités
Gebru et Torres soutiennent que les idéologies TESCREAL proviennent directement de l'eugénisme du XXe siècle  et soutiennent que l'ensemble des idéologies plaide pour une deuxième vague de nouvel eugénisme,. D’autres ont également soutenu que les idéologies TESCREAL se sont développées à partir de philosophies antérieures qui ont été utilisées pour justifier les meurtres de masse et le génocide,. Certaines personnalités éminentes qui ont contribué aux idéologies de TESCREAL ont été accusées d'être racistes et sexistes,,, . McLauchlan a déclaré que, même si certaines parties de certains mouvements peuvent soutenir l'eugénisme, d'autres sont surpris d'avoir été « regroupés dans cette conspiration eugéniste malveillante ».

## Présumés «TESCREAListes»
Le capital-risqueur Marc Andressen s'est identifié comme un TESCREAListe,. Il a publié « Le Manifeste techno-optimiste » en octobre 2023, qui a été décrit par Jag Bhalla et Nathan J. Robinson comme un « exemple parfait » des idéologies TESCREAL. Dans le document, il affirme qu’une intelligence artificielle plus avancée pourrait sauver d’innombrables vies potentielles et que ceux qui travaillent à ralentir ou à empêcher son développement devraient être condamnés comme meurtriers,.
Elon Musk a été décrit comme sympathique à certaines idéologies TESCREAL ,,. En août 2022, Musk a tweeté que le livre long-termiste de MacAskill , What We Owe the Future, était « un match proche de ma philosophie ». Certains auteurs considèrent que Neuralink d'Elon Musk poursuit les objectifs TESCREAListes,. Certains experts en IA se sont plaints de l'accent mis par la société XAI de Musk sur le risque existentiel, arguant qu'elle et d'autres sociétés d'IA ont des liens avec les mouvements TESCREAL, . Dave Troy considère les vues natalistes de Musk comme provenant des idéaux de TESCREAL.
Sam Altman et une grande partie du conseil d'administration d'OpenAI ont été décrits comme soutenant les mouvements TESCREAL, en particulier dans le contexte de sa tentative de licenciement en 2023, , , , . Gebru et Torres ont exhorté Altman à ne pas poursuivre les idéaux de TESCREAL.
Les transhumanistes auto-identifiés Nick Bostrom et Eliezer Yudkowsky, tous deux influents dans les discussions sur le risque existentiel lié à l'IA, ont également été décrits comme des dirigeants du mouvement TESCREAL, , ,.
Sam Bankman-Fried, ancien PDG de l'échange de crypto-monnaie FTX, était un membre éminent et auto-identifié de la communauté altruiste efficace avant son arrestation, et a été décrit comme un TESCREAListe , ou influencé par ces idéologies. Après l'effondrement de FTX, les administrateurs de la masse de la faillite ont fait part de leurs inquiétudes concernant les dons de Bankman-Fried pour aider à acheter des propriétés utilisées pour des conférences et des ateliers associés au long terme, au rationalisme et à l'altruisme efficace. La propriété a été utilisée pour des conférences controversées qui ont accueilli des eugénistes libéraux et d’autres orateurs aux antécédents racistes et misogynes. Selon The Guardian, les membres du mouvement TESCREAL pourraient avoir continué à bénéficier de l'argent obtenu via la fraude chez FTX même après le début de la procédure de faillite.
William MacAskill, altruiste efficace et de longue date, qui avait fréquemment collaboré avec Bankman-Fried pour coordonner des initiatives philanthropiques, a été décrit comme un TESCREAListe,,.